# Municipio de Redfield
El municipio de Redfield (en inglés: Redfield Township) es un municipio ubicado en el condado de Spink en el estado estadounidense de Dakota del Sur. En el año 2010 tenía una población de 463 habitantes y una densidad poblacional de 5,04 personas por km².

## Geografía
El municipio de Redfield se encuentra ubicado en las coordenadas 44°51′22″N 98°32′9″O / 44.85611, -98.53583. Según la Oficina del Censo de los Estados Unidos, el municipio tiene una superficie total de 91.9 km², de la cual 90.61 km² corresponden a tierra firme y (1.4%) 1.29 km² es agua.

## Demografía
Según el censo de 2010, había 463 personas residiendo en el municipio de Redfield. La densidad de población era de 5,04 hab./km². De los 463 habitantes, el municipio de Redfield estaba compuesto por el 88.12% blancos, el 0.65% eran afroamericanos, el 9.5% eran amerindios, el 0.22% eran asiáticos, el 0.22% eran isleños del Pacífico, el 0.22% eran de otras razas y el 1.08% pertenecían a dos o más razas. Del total de la población el 1.51% eran hispanos o latinos de cualquier raza.